# Atria
Atria ist der Eigenname des Sterns α Trianguli Australis (Alpha Trianguli Australis). Der Name ist ein Kunstwort aus der Bayer-Bezeichnung (Alpha Trianguli Australis). Atria gehört der Spektralklasse K2 an und ist etwa 400 Lichtjahre entfernt.